# بيل فريمان
بيل فريمان هو كاتب وكاتب للأطفال كندي، ولد في 21 أكتوبر 1938.

## وصلات خارجية
- الموقع الرسمي